# Ministerio de Desarrollo Territorial y Hábitat
El Ministerio de Desarrollo Territorial y Hábitat de Argentina fue la cartera de gobierno encargada de definir las políticas de vivienda y hábitat a nivel nacional. Fue creado el 10 de diciembre de 2019 durante la presidencia de Alberto Fernández, a través del Decreto 7/2019 que modificó la Ley de Ministerios, transfiriendo el área de vivienda que se encontraba bajo el Ministerio del Interior, Obras Públicas y Vivienda.
El ministerio fue disuelto mediante el decreto 8/2023 el 11 de diciembre de 2023, como parte de la reducción de 19 a 8 carteras dispuesta por el Gobierno de Javier Milei

## Organización
La cartera estaba organizada de la siguiente manera:
- Secretaría de Desarrollo Territorial
- Secretaría de Hábitat
- Secretaría de Articulación Federal
- Secretaría de Coordinación

## Competencias
De acuerdo a la Ley 22 520, las competencias del ministerio eran «asistir al Presidente de la Nación, y al Jefe de Gabinete de Ministros, en orden a sus competencias, en todo lo inherente a las políticas de promoción del reequilibrio social y territorial y de desarrollo de viviendas, hábitat e integración urbana…»

## Nómina de ministros
| N.º | Ministro             | Partido | Partido               | Periodo                                           | Presidente        |
| --- | -------------------- | ------- | --------------------- | ------------------------------------------------- | ----------------- |
| 1   | María Eugenia Bielsa |         | Partido Justicialista | 10 de diciembre de 2019 - 13 de noviembre de 2020 | Alberto Fernández |
| 2   | Jorge Ferraresi      |         | Partido Justicialista | 13 de noviembre de 2020 - 1 de noviembre de 2022  | Alberto Fernández |
| 3   | Santiago Maggiotti   |         | Partido Justicialista | 1 de noviembre de 2022 - 10 de diciembre de 2023  | Alberto Fernández |